# Theodore Kaczynski

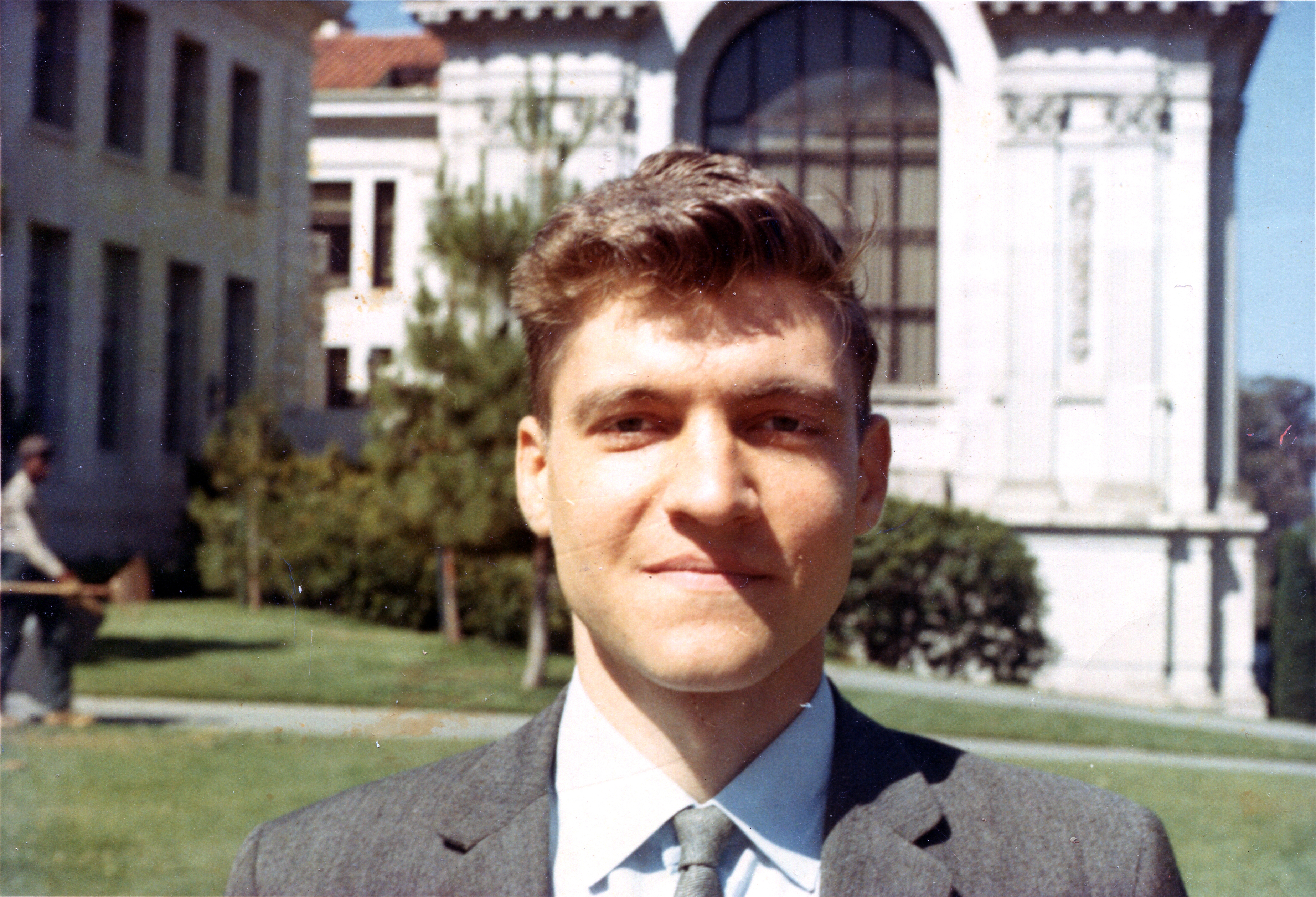
Theodore Kaczynski 1968 (omkring 26 år) vid University of California i Berkeley.

Theodore John "Ted" Kaczynski (/kəˈzɪnski/), känd som Unabombaren, född 22 maj 1942 i Chicago, Illinois, död 10 juni 2023 i Durham County, North Carolina, var en amerikansk universitetslektor, primitivistisk politisk teoretiker och terrorist. År 1967 blev han universitetslektor i matematik vid University of California, Berkeley. Kaczynski bedrev en bombkampanj mot personer som på ett eller annat sätt hade med teknologi att göra, vilket resulterade i tre döda och 23 skadade. Han dömdes till livstids fängelse för mord. Han dog den 10 juni 2023 i federalt fängelse i North Carolina.

## Kritik av det industriella samhället
| ” | Det industriella samhället och dess konsekvenser har varit förödande för människan. Dessa fenomen har [visserligen] kraftigt ökat livslängden för oss som bor i "avancerade" länder, men de har destabiliserat samhället, gjort livet otillfredsställande, utsatt människor för vedervärdigheter, och långtgående psykiskt lidande (i tredje världen även fysiskt lidande) och orsakat svåra skador på naturen. Den fortsatta utvecklingen inom teknologin kommer att göra situationen värre. Den kommer säkerligen att utsätta människor för grövre kränkningar och orsaka större skador på naturen, den kommer troligen att leda till större social splittring och psykiskt lidande, och den kan komma att leda till ökat fysiskt lidande också i "avancerade" länder. | „ |

Så inledde Kaczynski sitt manifest Industrial Society and Its Future ("Industrisamhället och dess framtid") där han kritiserade industrisamhället.
I manifestet kritiseras industrisamhället för att det stör vad Kaczynski refererade till som maktprocessen.
Kaczynski argumenterade för att de allra flesta människor tillbringar sina liv med meningslösa aktiviteter som blivit möjliga på grund av teknologiska framsteg. Han kallade dessa för surrogataktiviteter, där människor kämpar mot meningslösa mål, vilket bland annat omfattar vetenskapligt arbete, konsumtion av underhållning och supporterverksamhet. Han förutspådde att vidare teknologisk utveckling leder till långtgående genmodifiering och att människor kommer att anpassas för att passa samhällets krav, snarare än att samhället anpassas efter människorna.
| ” | Föreställ dig ett samhälle som utsätter människor för villkor som gör dem hemskt olyckliga och sedan ger dem droger för att ta bort samma olycka. Science fiction? Det händer redan till en viss grad i vårt eget samhälle. Det är välkänt att förekomsten av klinisk depression har ökat starkt de senaste decennierna. Vi tror att det är på grund av de störningar av maktprocessen, som förklaras i paragraf 59-76. | „ |

## Attentat
Kaczynski dödade och skadade människor med hemmagjorda bomber mellan 1978 och 1995. Den första bomben, som placerats vid University of Illinois, exploderade 26 maj 1978 och skadade en säkerhetsvakt. Nästa bomb exploderade 9 maj 1979 på Northwestern University och skadade en student. 15 november samma år började en av hans bomber brinna (på grund av tekniska fel exploderade den aldrig) i lastutrymmet på en Boeing 727 under en flygning med American Airlines vilket rökskadade tolv personer. Planet nödlandade på Dulles International Airport. Den sista bomben, en brevbomb, sändes 24 april 1995 till VD:n för California Forestry Association (CFA) som dödades när han öppnade försändelsen.
Kaczynskis sammanlagt 16 bomber orsakade tre dödsfall och skadade drygt tjugo personer. Det tog FBI totalt 17 år att hitta Unabombaren, och många menar att han aldrig hade blivit funnen om hans bror inte hade tipsat polisen. Han kunde slutligen gripas av FBI den 3 april 1996, efter att hans bror känt igen hans sätt att formulera sig i skrift och lämnat ett tips. Gripandet skedde vid Kaczynskis ensligt belägna gömställe, en mycket enkel liten trästuga nära Lincoln i Montana.

## Primitivist
Kaczynski hatade civilisationen och dess moderna teknologi och skickade flera bomber till dataprofessorer och studenter på tekniska universitet. När han författade offentliga brev till tidningar skrev han dem med skrivmaskin i ett litet skjul i skogen i Montana. Han skrev även dagbok och manifestet Industrial Society and Its Future (allmänt känd som Unabomber Manifesto) på cirka 35 000 ord som publicerades i New York Times och Washington Post i en bilaga den 19 september 1995.

## Namnet Unabombaren
Ej att förväxla med Ujibomben.
Efter flygplansbomben listade FBI ut att bomberna var en enda persons verk. De gav fallet kodnamnet ”UNABOM”: UN för university (’universitet’), A för airline (’flygbolag’) och BOM för bomb (’bomb’). Tidningarna snappade upp kodnamnet och namnet ”Unabombaren” myntades.

## Juridiskt efterspel
Han undvek dödsstraff för sina gärningar genom att den 22 januari 1998 erkänna sig skyldig till alla anklagelser. Kaczynski avtjänade därefter livstids fängelse i ADX Florence. Den 2 mars 2002 försökte han få en ny rättegång men blev nekad. Anledningen till hans önskan om ny rättegång var att han 1998 nödgats erkänna sig skyldig till bombningarna för att hans advokater inte skulle använda hans psykiska tillstånd som försvar, vilket skulle leda till att han inte kunde försvara sig själv.

## Bombattentat[15]
- 25–26 maj 1978, ett paket hittas på en parkeringsplats vid University of Illinois i Chicago. Paketet tas till Northwestern University och exploderar när säkerhetsvakten Terry Marker öppnar det.
- 9 maj 1979, John Harris, student vid Northwestern University skadas av en skickad bomb.
- 15 november 1979, en bomb placerad på ett flygplan exploderar när det är i luften. Flygplanet nödlandar och tolv personer rökskadas.
- 10 juni 1980, United Airlines VD skadas av en brevbomb som skickats till hans hem.
- 8 oktober 1981, en bomb hittas i ett klassrum på University of Utah i Salt Lake City.
- 5 maj 1982, en bomb adresserad till Patrick Fischer på Vanderbilt University exploderar och skadar en sekreterare vid namn Janet Smith.
- 2 juli 1982, Diogenes Angelakos, professor i elektroteknik och datorvetenskap, skadas av en bomb vid University of California, Berkeley.
- 15 maj 1985, John Hauser skadas av en bomb vid University of California, Berkeley.
- 13 juni 1985, en förpackad bomb adresserad till Boeing i Auburn i delstaten Washington upptäcks och desarmeras.
- 15 november 1985, Nicklaus Suino skadas av en paketerad bomb skickad till James McConnell vid University of Michigan.
- 11 december 1985, det år Unabombaren är som mest aktiv, avslutas med att Hugh Scrutton avlider efter att en bomb exploderat nära hans datorbutik.
- 20 februari 1987, Gary Wright skadas av en bomb som exploderar i närheten av en datorbutik i Salt Lake City, Utah.
- 22 juni 1993, Charles Epstein, en genetiker vid University of San Francisco, skadas av en bomb, skickad till hans bostad.
- 24 juni 1993, David Gelernter, datorforskare vid Yale University, skadas av en bomb.
- 10 december 1994, Thomas Mosser, chef på ett reklamföretag, avlider efter att en bomb skickats till honom i hans hem i North Caldwell, New Jersey.
- 24 april 1995, VD:n för California Forestry Association (CFA), Gilbert Murray, dör efter att ha öppnat ett paket innehållande en bomb på CFA:s huvudkontor i Sacramento.

## Filmer
- Unabomber: The True Story, John McGreevey, 1996, IMDb
- Ted, Gary Ellenberg, Daniel Passer, A.J. Peralta, 1998, IMDb
- Unabomber: The Gobetween, 1995, IMDb
- Netz, Das, Lutz Dammbeck, 2004, IMDb
- Manhunt, 2017, IMDb
- Ted K, 2021, IMDb